# National Day Parade

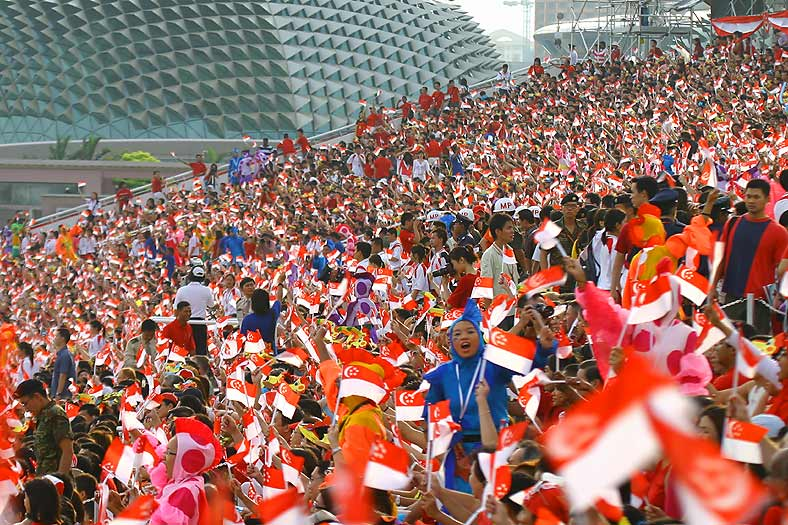
Toeschouwers van de National Day Parade 2007.

De Singapore National Day Parade (NDP) is een nationale ceremonie in Singapore die jaarlijks wordt gehouden op National Day, de nationale feestdag van Singapore, ter nagedachtenis van de onafhankelijkheid van Singapore. De National Day Parade wordt doorgaans gehouden in het National Stadium, het Padang of The Float@Marina Bay.

## Geschiedenis
De eerste National Day Parade werd gehouden in 1966, een jaar na de onafhankelijkheid van Singapore van Maleisië op 9 augustus 1965.

## Parade
De National Day Parade bestaat uit een militaire parade, optredens van allerlei artiesten en verscheidene dansen. Eenheden van het Singaporese leger, in het bijzonder de Singapore Armed Forces (SAF), Singapore Police Force en Singapore Civil Defence Force, zijn vertegenwoordigd in de militaire parade. Deze parade van voertuigen wordt gehouden bij de belangrijke verjaardagen van Singapore, zoals in 2000, 2005 en 2010.
Hierna volgen allerlei jeugdgroepen, zoals het National Cadet Corps, het National Police Cadet Corps en het National Civil Defence Cadet Corps. Andere groepen in de parade zijn het Rode Kruis, de jongens- en meisjesbridages, de St. John Ambulance-brigade en vertegenwoordigers van Singaporese bedrijven.

## Lied
Voor elke National Day Parade wordt ook een Engelstalig lied gekozen als themalied, zoals Count On Me Singapore (Clement Chow, NDP 1986), My Island Home (Kaira Gong, NDP 2006) en Song For Singapore (Corrinne May, NDP 2010). Daarnaast worden vier liederen gezongen in de talen Tamil, Maleis, Mandarijn en Engels. In 2002 en 2003 zong Stefanie Sun tijdens de National Day Parade. Andere artiesten zijn Taufik Batisah (winnaar van Singapore Idol 2004) en Kit Chan (meerdere keren met het populaire lied Home).